# Marathon van Eindhoven 1990
De marathon van Eindhoven 1990 werd gelopen op zondag 14 oktober 1990. Het was de zevende editie van deze marathon. Er werd gelopen in een temperatuur van 25 graden Celsius.
Na de start was het Nederlands recordhouder op de marathon Gerard Nijboer, die het tempo maakte in de kopgroep. Na 10 km (in 31.18) waren er nog maar zes lopers in deze kopgroep. Na 18 km liep de Nederlander John Vermeule alleen aan de kop van de wedstrijd. Na 20 km waren alle hazen wegens de warmte afgevallen. Op het 30 kilometerpunt had Vermeule een voorsprong van een ruime minuut op de rest van het veld. Hij kwam als eerste over de streep in 2:15.03.
De Nederlandse Mieke Hombergen won de wedstrijd bij de vrouwen in 2:44.59. Haar vochtgehalte vulde ze aan met het water dat ze zelf had afgegeven bij de drankposten. Voor beiden was het de eerste keer dat ze deze wedstrijd wonnen.
In totaal namen 1500 deelnemers deel aan deze wedstrijd. Twintig deelnemers hiervan moesten naar de EHBO, waarvan drie naar het ziekenhuis.

## Uitslagen

### Mannen
| rang   | naam               | land | tijd    |
| ------ | ------------------ | ---- | ------- |
| Goud   | John Vermeule      | NED  | 2:15.03 |
| Zilver | Mohamed Salmi      | ALG  | 2:15.24 |
| Brons  | Leonid Tikhonov    | URS  | 2:15.27 |
| 4      | Alexander Beljajev | URS  | 2:15.44 |
| 5      | Udo Reeh           | GER  | 2:18.04 |
| 6      | Gerard Nijboer     | NED  | 2:18.31 |
| 7      | Tomasz Kozlowski   | POL  | 2:18.42 |
| 8      | Edward Rydzewski   | POL  | 2:19.38 |
| 9      | Cor Saelmans       | BEL  | 2:19.39 |
| 10     | Marek Adamski      | POL  | 2:20.27 |
| 12     | Janos Papp         | HUN  | 2:21.34 |
| 14     | Doug Kurtis        | USA  | 2:23.08 |

### Vrouwen
| rang   | naam            | land | tijd    |
| ------ | --------------- | ---- | ------- |
| Goud   | Mieke Hombergen | NED  | 2:44.59 |
| Zilver | Irina Kazakova  | URS  | 2:53.45 |
| Brons  | Jeanne Jansen   | NED  | 2:57.38 |

1959 ·
1960 ·
1982 ·
1984 ·
1986 ·
1988 ·
1990 ·
1991 ·
1992 ·
1993 ·
1994 ·
1995 ·
1996 ·
1997 ·
1998 ·
1999 ·
2000 ·
2001 ·
2002 ·
2003 ·
2004 ·
2005 ·
2006 ·
2007 ·
2008 ·
2009 ·
2010 ·
2011 ·
2012 ·
2013 ·
2014 ·
2015 ·
2016 ·
2017 ·
2018 ·
2019 ·
2020 ·
2021 ·
2022 ·
2023 ·
2024 ·
2025